# Alison und Peter Smithson

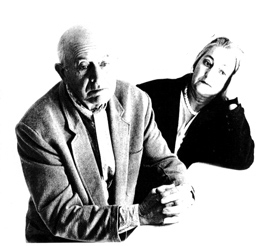
Alison und Peter Smithson, 1990

Alison (1928–1993) und Peter Smithson (1923–2003) waren britische Architekten, die eine Architekten-Gemeinschaft bildeten. Sie gelten als Vertreter des Neuen Brutalismus insbesondere in Architekturtheorie und Theorie der Stadt.
Sie lernten sich im Architekturstudium an der Durham University kennen und heirateten 1949. Gemeinsam waren sie zunächst für die Architekturabteilung des London County Council tätig, bevor sie 1950 ihr eigenes Büro gründeten.
Auch ihr Sohn Simon ist Architekt.

## Leben
Peter und Alison Smithson lernten sich während des Studiums an der University of Durham kennen und heirateten 1949. 1950 gründeten sie ihr Architekturbüro APS in London, das sie bis zum Tod von Alison Smithson 1993 gemeinsam leiteten.

## Schaffen

### Anfänge im Nachkriegs-London

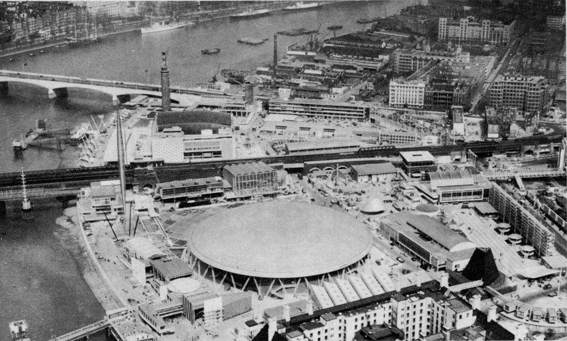
Luftbild des Festival of Britain von 1951, das exemplarisch für den gesellschaftlichen Aufbruch und die architektonische Vision der Regierung Attlee steht

Nach ihrem Studium in Durham zogen Alison und Peter Smithson nach London und fanden eine Stadt vor, die von den Folgen den Zweiten Weltkriegs geprägt war. Ihre neue Umgebung war ein Spannungsfeld aus Kriegszerstörung, historischen Gebäuden und Visionen für eine Stadterneuerung.
Unter der Labour-Regierung von Premierminister Clement Attlee in den Jahren unmittelbar nach dem Krieg wurde der Sozialstaat in Großbritannien massiv ausgebaut, mit dem Ziel, soziale Sicherheit für alle – „von der Wiege in die Bahre“– zu gewährleisten. Vor diesem politischen Hintergrund konzentrierten sich eine Vielzahl der zeitgenössischen Bauaufgaben darauf, die Vision eines gestärkten Wohlfahrtsstaates in gebauter Form umzusetzen. Während die Smithsons der staatlichen „Propaganda für eine ‚schöne neue Welt‘“ skeptisch gegenüberstanden, so empfanden sie den Zeitgeist als inspirierend.

‘We believed there were beginnings in England that signalled an inventive energy, derived from many impulses - technical, historical, indigenous - and a number of capable individuals ... provided they were allowed artistic freedom to exercise their confidence in change.’

Sie distanzierten sich von dem „Sentimentalismus“ der offiziellen Narrative und empfanden den Entwurf einer neuen Gesellschaft, wie er 1951 etwa in der öffentlichen Schau Festival of Britain präsentiert wurde, als einen „Verrat an den Werten der modernen Architektur [...] als zu sicherheitsbetont und zu steril.“ Stattdessen strebten sie an, eine andere architektonische Antwort zu finden, die nicht beschönige und selektiv einzelne Aspekte der Gesellschaft überhöhe. Das sei „Versuch ein objektives Verhältnis zur Realität zu finden – zu den kulturellen Zielen der Gesellschaft, ihren Drängen, ihren Methoden und so weiter. Brutalismus versucht einer in Serie gefertigten Gesellschaft gerecht zu werden und eine derbe Poesie aus den widersprüglichen und mächtigen Kräften, die am Werk sind, hervorzubringen.“
Der Begriff Brutalismus lehnt sich dabei an den unverkleideten Beton (französisch béton brut) in den Arbeiten des Architekts Le Corbusier und an das englische Wort brutal (das sich im Wesentlichen mit dem Deutschen „brutal“ deckt).
Sie wollten zeigen, dass Architektur „immer noch möglich“ sei, und schlugen eine „kompakte und disziplinierte Architektur“ vor, im Gegensatz zu einer „ungenauen Planung“ und „Aufgabe der Form“.

### Team X
1953 waren sie maßgeblich an der Gründung des Team X beteiligt, das seine erste Zusammenkunft während des Architekturkongresses CIAM IX hatte, von dem sie sich kritisch absetzten. Zu den Gründungsmitgliedern gehörten neben den Smithsons Aldo van Eyck und Jacob Bakema (Holland), Georges Candilis und Shadrack Woods (Frankreich) sowie William & Jill Howell und John Voelcker. Wichtige spätere Mitglieder waren Jerzy Soltan (Polen), Gier Grund (Norwegen), Ralph Erskine (Schweden) Stefan Wewerka (Deutschland) und Josep Antoni Coderch (Spanien). Ebenfalls von ihnen mitbegründet wurde die Architekturströmung des Brutalismus (Englisch „new brutalism“).
Stefan Wewerka beschreibt 1982 ihre Arbeit folgendermaßen:
„Die neue Gruppe nannte sich ‚Team X‘. Sie traf sich in Abständen von zwei Jahren, um gemeinsame Probleme über Städtebau zu diskutieren. Im Verlauf dieser Gespräche kristallisierte sich Peter Smithson immer deutlicher als der eigentliche Erneuerer im Bereich des Siedlungs- und Städtebaus heraus. Seine berühmten Projekte ‚Hauptstadt Berlin‘ und das ‚Golden Lane Project‘ gaben der internationalen Auffassung von Städtebau eine neue Zielsetzung, wie auch das Projekt ‚Cluster Studies‘. Von den Smithsons sind mir folgende Äußerungen aus Gesprächen in Erinnerung geblieben, die ich als charakteristisch für sie betrachte: ‚Utopia is on the road‘, ‚A town is the festival for the country‘ oder ‚geben wir den Rädern ihren eindeutigen Bereich zum Fahren, wie unseren Füßen die notwendigen Bereiche zum Gehen‘.“

### Sozialer Wohnungsbau

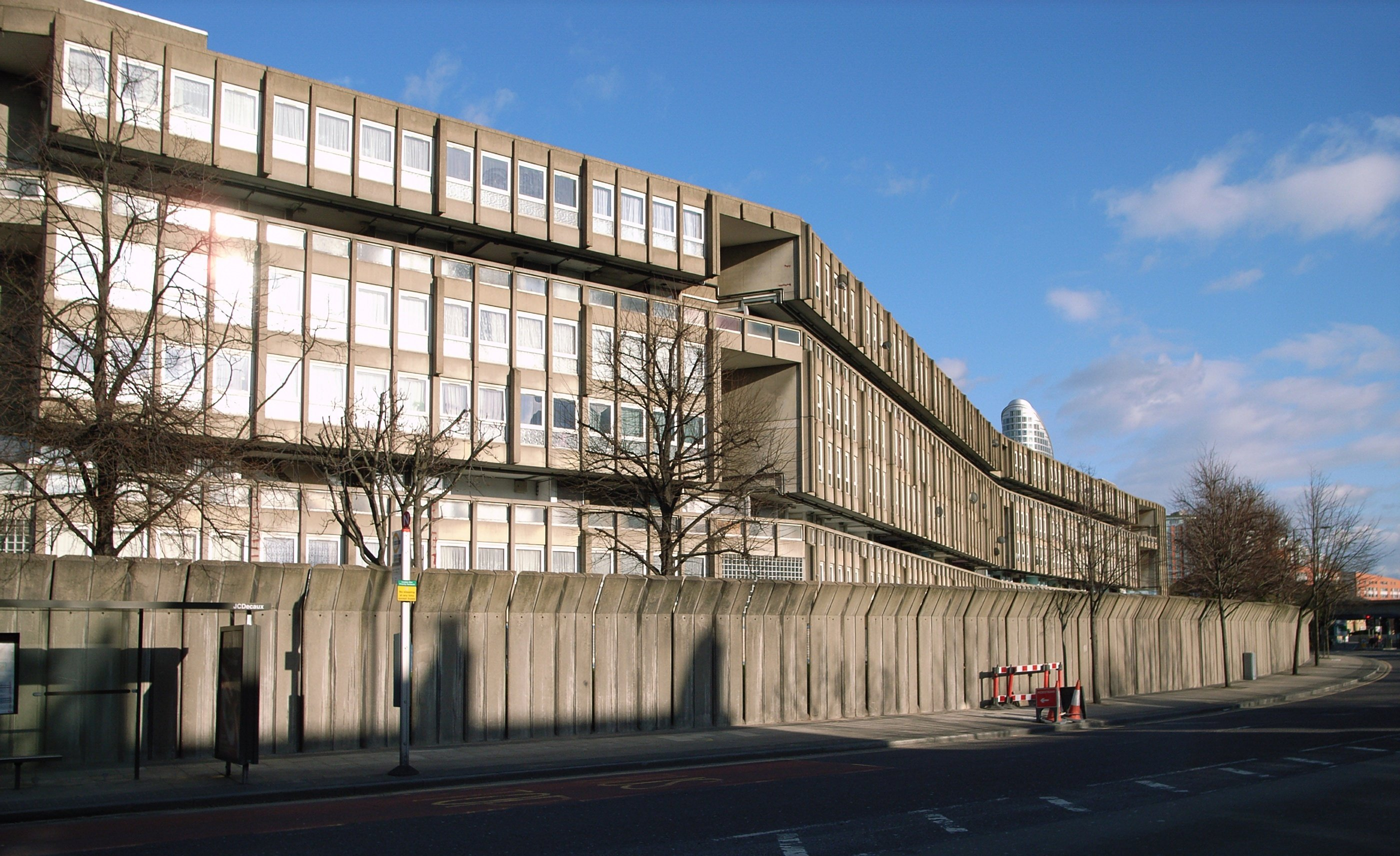
Robin Hood Gardens Wohnkomplex, Poplar, East London, vollendet 1972

Alison und Peter Smithson schreiben selbst in ihrem Werkbericht The Shift, dass sich in den späten 1960er Jahren ein Wandel in ihrer Arbeit vollzogen habe. Dieser habe sich in einer geänderten Ästhetik niedergeschlagen. Die Ideen zur Stadt und zum sozialen Wohnungsbau, die eine zentrale Rolle im früheren Schaffen der Architekten gespielt haben, rückten dabei stärker in den Hintergrund.

Nach 1972 erlitt ihr Ansehen erheblichen Schaden, als sich der Wohnkomplex Robin Hood Gardens sowohl als technisches als auch soziales Desaster erwies. Ihr für lange Zeit einziges größeres Projekt nach „Robin Hood Gardens“ sind einige Gebäude für die Universität von Bath, die sie in den achtziger Jahren realisierten. Ihre Bedeutung blieb auf ihre Tätigkeit als Lehrende und Theoretiker beschränkt, was ihrem eigenen Anspruch widersprach, in erster Linie praktizierende Entwerfer, und erst in zweiter Linie Theoretiker zu sein. In ihrem Buch Italienische Gedanken schreiben die Smithsons über ihre eigene Arbeit:
„Auf gewisse Weise haben wir ein Studentendasein fortgesetzt: abwechselnd Essays zu schreiben und zu zeichnen, Essays, die die Folge der Einsichten sind, die während der bisherigen Bautätigkeit gewonnen wurden […]. Umgekehrt betrachtet, sind wir […] in Bezug auf die Einheit von Reflexion und Konstruktion ganz und gar der Tradition verbunden.“

### Spätwerk
Eine Möglichkeit, diese Art zu Arbeiten umzusetzen, bekamen sie erst wieder in den 1990er Jahren. Von 1993 bis 2002 wurde von ihnen das so genannte „Hexenhaus“, das Wohnhaus von Axel Bruchhäuser in Bad Karlshafen, Hessen, umgebaut und erweitert. Parallel gestalteten sie durch architektonische und landschaftsplanerische Umbauten das Firmengelände des Möbelproduzenten TECTA. Das letzte große Werk von Peter Smithson, nach dem Tod seiner Frau 1993, sind die Entwürfe zum Neubau des Kragstuhlmuseum/TECTA-Archiv Lauenförde. Die Einweihung im Jahr 2003 erlebte er nicht mehr.

## Bedeutung
Alison und Peter Smithson gehören zu den zentralen Architekten der britischen Schule des „Neuen Brutalismus“. Sie bezeichneten diese neue Richtung der Architektur als „an ethic, not an aesthetic“ (Ethik und nicht Ästhetik). Tatsächlich war es ihre Errungenschaft, die Funktionalität zu betonen und Architektur mit den Realitäten des modernen Lebens im Nachkriegs-Großbritannien zu verbinden. Alison Smithson hatte die Vorstellung Gebäude, Nutzer und Standort miteinander zu verbinden und bezeichnete die Architektur als einen Akt des „Formgebens“, sie meinte: „My act of form-giving has to invite the occupiers to add their intangible quality of use.“

## Umgesetzte Projekte

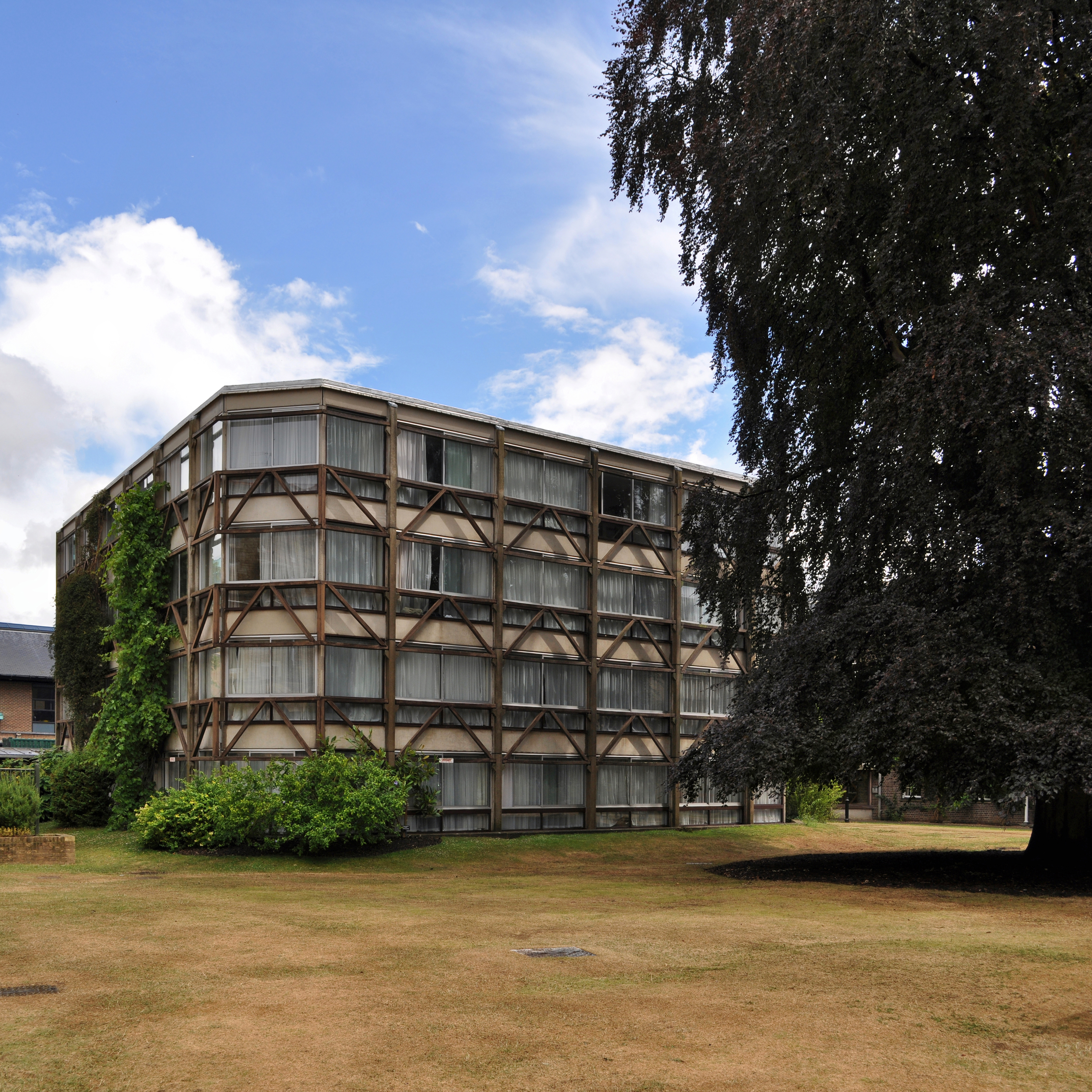
Gartenhaus, St Hilda’s College, Oxford (1968)

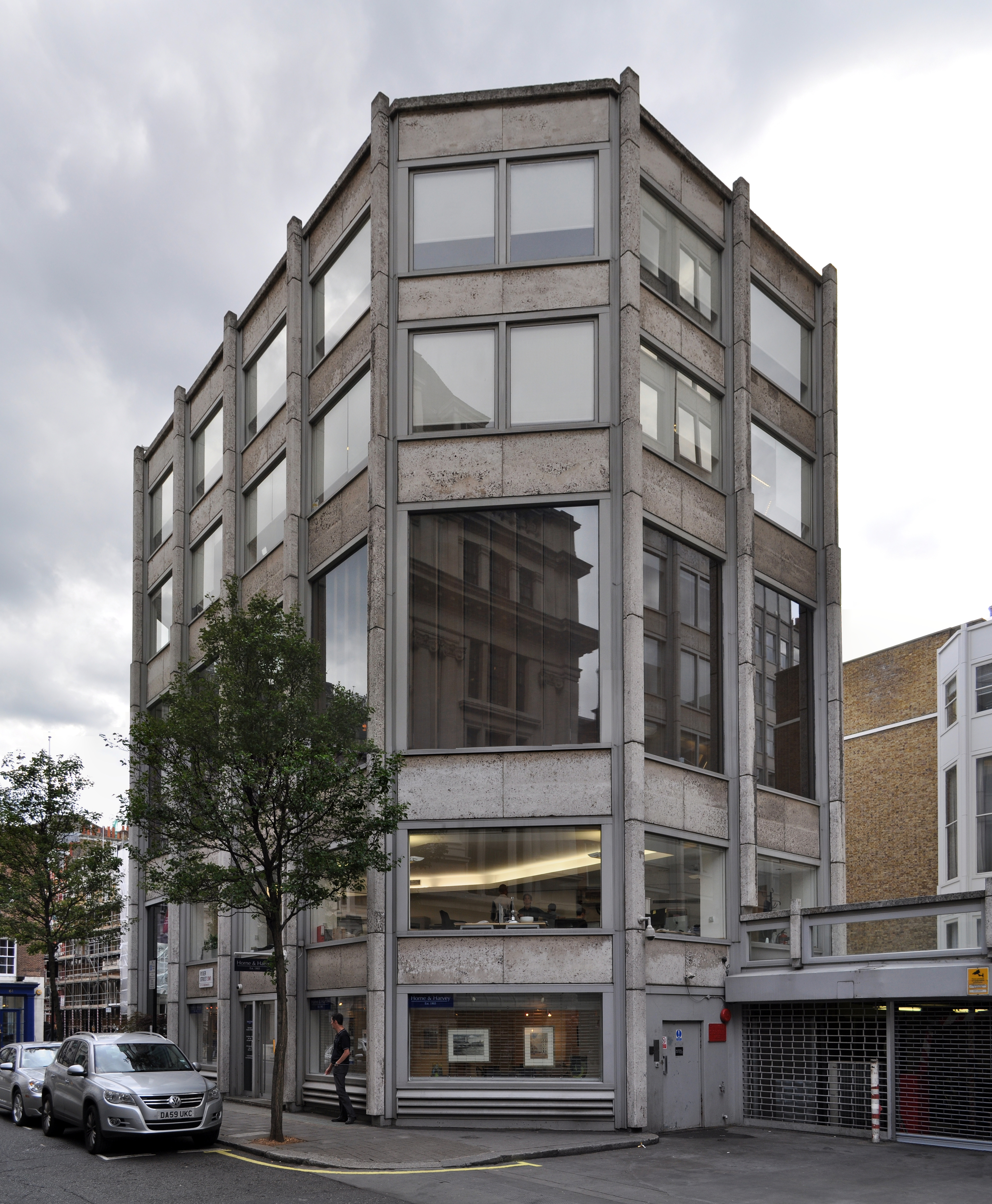
Teil des Ensembles für The Economist, London

- Smithdon High School, Hunstanton, Norfolk (1949–54; denkmalgeschützt)
- Ausstellung House of the Future exhibition bei der Ideal Home Show 1956
- Sugden House, Watford (1955–1956)
- Upper Lawn Pavilion, Fonthill Estate, Tisbury, Wiltshire (1959–1962)
- The Economist Bürohaus, Piccadilly, London (1959–65)
- Gartenhaus, St Hilda’s College, Oxford (1968)
- Anbau Privathaus für Lord Kennet, Bayswater, London, 1960
- Robin Hood Gardens Wohnkomplex, Poplar, East London (1969–72)
- Gebäude für die University of Bath, darunter die Fakultät für Architektur und Bauingenieurwesen (1988)
- Hexenhaus, Bad Karlshafen, Deutschland (1993–2002)
- Tecta Kragstuhlmuseum in Lauenförde (2002–2003)

## Schriften
- Alison Smithson, Peter Smithson: Die heroische Periode der modernen Architektur. Wasmuth, Tübingen 1981, ISBN 3-8030-5041-3.
- Alison Smithson, Peter Smithson: The Shift. Academy Editions, London 1982.
- Alison Smithson, Peter Smithson: Italienische Gedanken. Beobachtungen und Reflexionen zur Architektur. Vieweg, Wiesbaden 1996, ISBN 3-528-06111-1.
- Alison Smithson, Peter Smithson: Changing the Art of Inhabitation. Artemis, 1998, ISBN 1-874056-37-4.
- Alison Smithson, Peter Smithson, Ulrich Conrads, Peter Neitzke von Birkhäuser: Italienische Gedanken – weitergedacht. Birkhäuser, Basel u. a. 2001, ISBN 3-7643-6341-X.
- Alison Smithson, Peter Smithson: The Charged Void: Architecture. Monacelli Press, New York 2001, ISBN 1-58093-050-6.
- Alison Smithson, Peter Smithson, Dirk van den Heuvel, Max Risselada, Beatriz Colomina: Alison and Peter Smithson: from the house of the future to a house of today. 010 Publishers, Rotterdam 2004, ISBN 90-6450-528-4 (Ausstellungskatalog).
- Alison Smithson, Peter Smithson: The Charged Void: Urbanism. The Monacelli Press, New York 2005, ISBN 1-58093-130-8.